# 柚木駅 (静岡県富士市)
柚木駅（ゆのきえき）は、静岡県富士市柚木にある、東海旅客鉄道（JR東海）身延線の駅である。駅番号はCC01。

## 概要
柚木駅は富士市の富士駅北地区に位置し、1日約450人の乗車客がある無人駅である。普通列車のみの停車駅であり、身延線で運行されている特急「ふじかわ」は通過している。
JR東海によって運営されているが、1934年（昭和9年）の開業時は私鉄の富士身延鉄道が運営していた。富士身延鉄道が国有化されると国有鉄道の運営に移行し、1987年（昭和62年）の国鉄分割民営化ではJR東海に継承された。また、1969年（昭和44年）に現在地に移転するまでは本市場駅（もといちばえき）を名乗っており、現在地よりも東方で営業していた。

## 歴史
- 1934年（昭和9年）7月1日：富士身延鉄道の本市場停留場（もといちば - ）として開業、旅客営業のみ開始[1]。
- 1938年（昭和13年）10月1日：富士身延鉄道を鉄道省が借り上げし、身延線に[2]。同時に駅に昇格、本市場駅（もといちばえき）となる[1]。
- 1940年（昭和15年）9月1日：荷物扱い開始[1]。
- 1941年（昭和16年）5月1日：富士身延鉄道が正式に国有化[2]。
- 1969年（昭和44年）9月28日：富士 - 入山瀬間線路移設に伴い現在地に移転、柚木駅（ゆのきえき）に改称[1]。荷物の取り扱いを廃止[1]。
- 1972年（昭和47年）9月20日：駅員無配置駅となる[3]。
- 1987年（昭和62年）4月1日：国鉄分割民営化に伴い、東海旅客鉄道（JR東海）の駅となる[1]。
- 2010年（平成22年）3月13日：ICカード「TOICA」の利用が可能となる[4]。

### 本市場駅
1969年に身延線富士駅付近の経路変更が行われた際、柚木駅（旧・本市場駅）は約1.5km西の富士市柚木へ移設された。移設前の本市場駅の住所は富士市本市場で、駅は身延線と静岡県道396号富士由比線が交差する踏切（花田踏切）の北側にあった。
身延線旧線跡は富士緑道（遊歩道）として整備されており、本市場駅の跡地も遊歩道の一部になっている。

## 駅構造
相対式ホーム2面2線を有する高架駅。線路はカーブしながらほぼ南北に走り、駅舎はホーム竪堀方の高架下にある。乗り場は西側が1番線、東側が2番線となっており、それぞれ下り列車、上り列車が発着する。
2つのホームの竪堀方の端から階段が降り、合流した後駅舎にいたる。駅舎内部のトイレは平成30年に撤去された。無人駅であり、管理駅の富士宮駅が当駅を管理している。エレベーターは設置されていない。

### のりば
| 番線 | 路線      | 方向 | 行先           |
| ---- | --------- | ---- | -------------- |
| 1    | CC 身延線 | 下り | 身延・甲府方面 |
| 2    | CC 身延線 | 上り | 富士方面       |

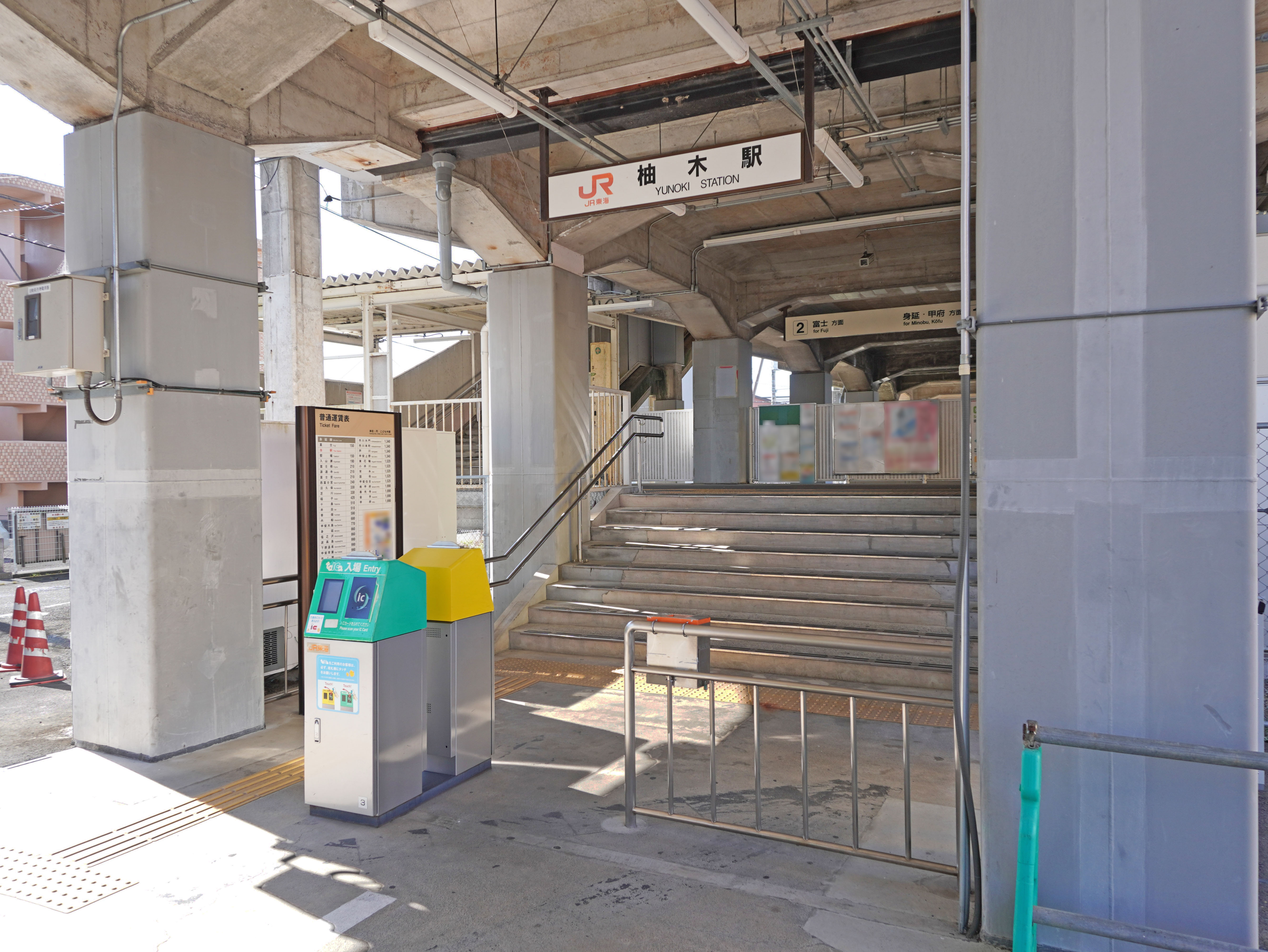
改札口（2022年9月）
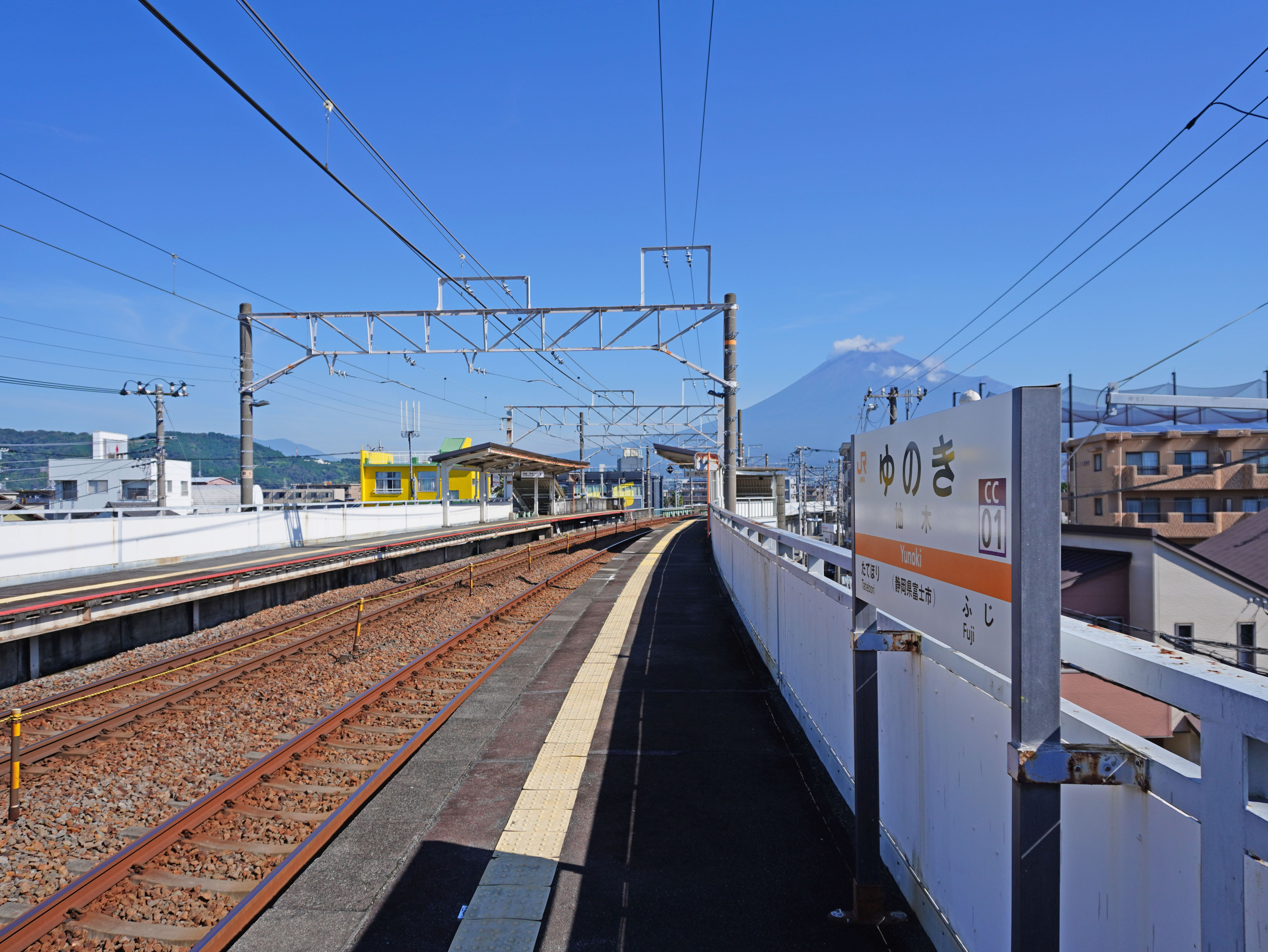
ホーム（2022年9月）

## 利用状況
「富士市統計書」「静岡県統計年鑑」によると、2021年度（令和3年度）の1日平均乗車人員は406人である。
1993年度（平成5年度）以降の推移は以下の通り。なお、2001年度（平成13年度）- 2009年度（平成21年度）の統計は非公表である。
| 乗車人員推移       | 乗車人員推移     | 乗車人員推移 |
| 年度               | 1日平均 乗車人員 | 出典         |
| ------------------ | ---------------- | ------------ |
| 1993年（平成05年） | 252              | [ 7 ]        |
| 1994年（平成06年） | 264              | [ 7 ]        |
| 1995年（平成07年） | 276              | [ 7 ]        |
| 1996年（平成08年） | 292              | [ 7 ]        |
| 1997年（平成09年） | 286              | [ 7 ]        |
| 1998年（平成10年） | 285              | [ 7 ]        |
| 1999年（平成11年） | 280              | [ 7 ]        |
| 2000年（平成12年） | 258              | [ 7 ]        |
| 2001年（平成13年） | 非公表           | [ 7 ]        |
| 2002年（平成14年） | 非公表           | [ 7 ]        |
| 2003年（平成15年） | 非公表           | [ 7 ]        |
| 2004年（平成16年） | 非公表           | [ 7 ]        |
| 2005年（平成17年） | 非公表           | [ 7 ]        |
| 2006年（平成18年） | 非公表           | [ 7 ]        |
| 2007年（平成19年） | 非公表           | [ 7 ]        |
| 2008年（平成20年） | 非公表           | [ 7 ]        |
| 2009年（平成21年） | 非公表           | [ 7 ]        |
| 2010年（平成22年） | 316              | [ 7 ]        |
| 2011年（平成23年） | 326              | [ 7 ]        |
| 2012年（平成24年） | 326              | [ 7 ]        |
| 2013年（平成25年） | 344              | [ 7 ]        |
| 2014年（平成26年） | 360              | [ 7 ]        |
| 2015年（平成27年） | 408              | [ 8 ] [ 7 ]  |
| 2016年（平成28年） | 417              | [ 8 ] [ 7 ]  |
| 2017年（平成29年） | 437              | [ 6 ] [ 7 ]  |
| 2018年（平成30年） | 439              | [ 6 ] [ 7 ]  |
| 2019年（令和元年） | 466              | [ 6 ] [ 7 ]  |
| 2020年（令和02年） | 411              | [ 6 ] [ 7 ]  |
| 2021年（令和03年） | 406              | [ 6 ] [ 7 ]  |

## 駅周辺
駅周辺は富士市の市街地である。駅前には天白神社があり、由緒を記した石碑等が設置されている。
- 雁堤 -「かりがね祭り」が行われる。
- 静岡県富士見中学校・高等学校
- 富士松岡郵便局
- 静岡県富士自動車学校

## バス路線
柚木駅入口
- ひまわりバス（運行は富士急静岡バスが委託）
  - 富士駅循環（青コース・赤コース）：富士駅

柚木
- こうめ（運行は石川タクシー富士が委託）
  - オレンジコース：岩本山公園[注釈 2] / 富士駅

## 隣の駅
東海旅客鉄道（JR東海）
CC 身延線
富士駅 (CC00) - 柚木駅 (CC01) - 竪堀駅 (CC02)